# Эгербаш
Эгербаш — упразднённая деревня в Барабинском районе Новосибирской области. На момент упразднения входила в состав Новоспасского сельсовета. Исключена из учётных данных в 1974 году.

## География
Деревня располагалась северо-восточном берегу озера Сартлан, к юго-западу от озера Лихомановое, в 5 км к северо-востоку от деревни Кармакла.

## История
Деревня Егорбаш была основана в 1926 г. В 1926 году деревня состояла из 35 хозяйства. В административном отношении входила в состав Кожевниковского сельсовета Казанского района Барабинского округа Сибирского края.
Решением Новосибирского облисполкома от 11.07.1974 г. № 451 деревня исключена из учётных данных.

## Население
По переписи 1926 г. в деревне проживало 208 человек (109 мужчин и 99 женщин), основное население — белоруссы